# How - 만들어볼까요
How - 만들어볼까요는 EBS의 어린이 대상 프로그램이다.

## 기획 의도
만들기 요정 은샘이와 꼬마 과학자 우와가 함께 쉽고 간단하게 만드는 미술 프로그램이다.